# Oxytorus elongatus
Oxytorus elongatus är en stekelart som först beskrevs av Davis 1897.  Oxytorus elongatus ingår i släktet Oxytorus och familjen brokparasitsteklar. Inga underarter finns listade i Catalogue of Life.